# مسجد العباس (اليمن)
مسجد العباس هو مسجد تاريخي في قرية أسناف خولان، بمديرية جحانة بمحافظة صنعاء، بني في موقع مقدس كان يحتوي بقايا معبد أو ضريح قديم من قبل العصر الإسلامي في اليمن، وتذكر نقوش المسجد أن السلطان موسى بن محمد ال فطي أمر ببناء المسجد في عهد الدولة الصليحية سنة 519 هجرية (1125م)، ويحمل المسجد اسم العباس وهو رجل صالح يعتقد أنه دفن في المسجد.

## تاريخ
- 1125 (519 هجرية): السلطان موسى بن محمد ال فطي يأمر ببناء مسجد العباس في موقع مقدس منذ قبل دخول الإسلام إلى اليمن على أنقاض معبد يمني قديم بقرية أسناف.[1]
- 1980: بدء السقف الخشبي للمسجد بالاعوجاج والتعفن.[1]
- 1985: الحكومة اليمنية تطلب المساعدة للحفاظ على سقف المسجد من المركز الفرنسي للدراسات اليمنية في صنعاء.[1]
- 1985: تفكيك السقف الخشبي للمسجد ونقله للمتحف الوطني في صنعاء[1]
- 1987: بدء فريق من الآثاريين اليمنيين والفرنسيين بقيادة اختصاصية الآثار والحفاظ على الآثار ماريلين بايه والمعماري عبد الله الحضرمي أعمال ترميم مسجد العباس المشتملة على السقف الخشبي وإصلاح سقف المسجد ونسيج المبني.[1]
- 1996: الانتهاء من أعمال ترميم مسجد العباس.[1]
- 2004: فوز ترميم مسجد العباس بجائزة آغا خان للعمارة[4][1]

## تصميم المسجد
يتميز مسجد العباس باحتوائه العديد من القطع الأثرية القديمة التي استخدمت في بنائه حيث تعود العديد من القطع المستخدمة مباني قديمة تعود إلى عصر مملكة سبأ والدولة الحميرية، وتذكر النقوش في المسجد اسم باني المسجد المعمار محمد بن أبي الفتح بن أرحب.
المسجد مكعب الشكل له ستة أعمدة أربعة من الأعمدة حجرية تعود إلى الحضارات اليمنية القديمة قبل العصر الإسلامي في اليمن، واثنان من العمدة مبنية من الطوب الطيني وتحمل ثلاثة أعمدة تيجان أثرية وتصنف العمدة في أربعة صفوف، استخدم الحجر في بناء الأجزاء السفلية من جدران المسجد واستخدم الطوب الطيني في بناء الجزء الأعلى من الجدران، وسقف المسجد يتكون من 22 وحدة متكررة وغائرة بشكل منتظم، مزينة بمنحوتات مذهبة ومطلية بدهان التمبرا.

## الترميم
تميز ترميم مسجد العباس بالاهتمام بأدق التفاصيل واحترام أهمية المسجد التاريخية حيث استخدمت المواد وتقنيات التقليدية القديمة في بداية عقد الثمانيات كان المسجد مهددا بالانهيار وطلبت الحكومة اليمنية من المركز الفرنسي للدراسات اليمنية تقديم المساعدة للحفاظ على المسجد التاريخي فانطلقت أعمال الترميم البطيئة والدقيقة للمسجد سنة 1987التي نفذها فريق من الآثاريين اليمنيين والفرنسيين بقيادة اختصاصية الآثار والحفاظ على الآثار ماريلين بايه والمعماري عبد الله الحضرمي وفي سنة 1996 انتهت أعمال الترميم.

## جائزة الآغا خان للعمارة
في 2004 فاز ترميم مسجد العباس بجائزة الآغا خان للعمارة وقالت للجنة التحكيم إن اختيارها مسجد العباس بسبب "لأنه يطبق مقاييس معيارية نموذجية للحفاظ المعماري ويشرك الكبرياء المحلي في حماية هذا الصرح الثقافي المهم للأجيال المقبلة"

## وصلة خارجية
- مشروعات في العالم الثالث تفوز بجائزة الآغا خان للعمارة لأنها تتميز بقيم تخدم مجتمعاتها